# Галли да Бибьена, Джованни Мария
Джованни Мария Галли да Бибьена, или Бибиена (итал. Giovanni Maria Galli da Bibiena; 1625, Биббьена, Тоскана — 21 июня 1665, Болонья) — итальянский театральный архитектор и декоратор, рисовальщик и живописец. Представитель большой семьи театральных декораторов, рисовальщиков-орнаменталистов и гравёров. Семья Галли насчитывает десять художников четырёх поколений.

## Семья художников Бибьена
Своё прозвание семья Галли получила по названию маленького селения Биббьена (итал. Bibbiena) в Тоскане, близ Флоренции. Основателем семьи считается Франческо Галли, родившийся во Флоренции, подеста́ Биббьены. Сын Франческо Галли — болонский живописец Джованни Мария да Бибьена. Его дети: сыновья Франческо Галли да Бибьена (1659—1739), архитектор и театральный декоратор, Фердинандо да Бибьена (1657—1743) и дочь Мария Ориана Галли да Бибьена (1656—1749), живописец-портретист.
Самая громкая слава пришла к художникам следующего поколения — сыновьям Франческо и Фердинандо. Сыновья последнего: Алессандро (1687— до 1769), Джузеппе (1696—1757) и Антонио (1700—1774) работали в театрах разных городов Европы: в Вене, Дрездене, Праге, Берлине, Байрейте. Известен также сын Франческо — Джованни Карло Бибьена (? —1760), но более всех прославлен сын Джузеппе и внук Фердинандо — Карло Галли Бибьена (1728—1787). В 1776—1778 годах «последний из Бибьен» работал в Санкт-Петербурге.
Произведения всех членов семьи мало различаются и представляют собой единый барочно-маньеристский стиль, характерный для театрально-декорационного искусства того времени, заложенный выдающимися рисунками, архитектурными проектами и гравюрами Джованни Лоренцо Бернини и Франческо Борромини. «Стиль Бибьен» был популярен целое столетие и существенно повлиял на формирование индивидуальных стилей и манер Джузеппе Валериани, Пьетро Гонзага и Джованни Баттиста Пиранези.

## Творчество Джованни Мария да Бибьена
Джованни Мария учился рисунку и живописи у Франческо Альбани в Болонье.
Джованни Мария быстро делал успехи в техниках работы маслом и фреской, копируя работы учителя так, что его работы часто принимали за произведения учителя. Многие из его собственных творений были позднее утрачены, известны только следующие:
- «Вознесение Христа», алтарь в церкви Св. Иеронима Чертозы ди Болонья (картезианского монастыря Болоньи, 1651).
- «Святой Августин» из Оратория Compagnia della Cintura en San Giacomo. Национальная галерея Болоньи.
- Фреска «Благословение инсигний крестоносцев». Зал Фарнезе муниципального дворца Болоньи (1658—1660)[12].